# Сила Сербии
Движение «Сила Сербии» — БК (серб. Покрет снага Србије – БК; сокр. ПСС-БК) — меньшая правоцентристская политическая партия в Сербии, основанная олигархом Боголюбом Каричем.

## История
Движение «Сила Сербии» было внесено в Реестр политических партий 20 мая 2004 года под регистрационным номером 311. Местонахождение Движения «Сила Сербии» находится в Белграде, на бульваре Мира, 49.
Как кандидат от партии Боголюб Карич занял третье место на президентских выборах 2004 года после Бориса Тадича и Томислава Николича.
После того, как Боголюбу Каричу было предъявлено обвинение в злоупотреблении своим положением в Mobtel, популярность партии снизилась, так что партия не получила ни одного мандата на досрочных парламентских выборах 2007 года.
Эта партия была перерегистрирована в соответствии с новым законом о политических партиях под названием Движение «Сила Сербии» - БК в 2011 году. году на митингах Сербской прогрессивной партии появилась вице-президент и жена Боголюба Карича Миланка Карич.
На парламентских выборах 2012 г. партия получила два места в парламенте, участвуя в списке «Запустим Сербию — Томислав Николич».